# Горева Євгенія Антонівна
Євге́нія Анто́нівна Горева  (*6 січня 1930, Канів — померла 15 травня 2022)— поетеса, перекладачка. Лауреат премії імені Максима Рильського.
Народилася 6 січня 1930 р. в м. Каневі Шевченківської округи. Закінчила філологічний факультет Київського державного університету ім. Т. Г. Шевченка. Працювала у видавництві.
Автор книжок: «Куди б жабка мандрувала», «Кит, і слон, і ми, і пароплав», «А я щось знаю», перекладає з англійської, німецької мов.
З німецької:
- Міхаель Енде «Момо»,
- Джеймс Крюс «Мій прадідусь, герой і я»,
- Генріх Бьоль «Біла ворона»,
- Пауль Маар «Машина для здійснення бажань, або Суботик повертається в суботу», «Китобус, або Нові цятки для Суботика»,
- Йозеф Рот «Марш Радецького»,
- Крістоф Гайн «Вілленброк»,
- Еріх Кестнер «Конференція звірів»

З англійської:
- Скот О'Дел «Острів голубих дельфінів»,
- Памела Треверс «Мері Поппінс»

## Сім'я
Двоюрідна правнучка Олександра Бєсєдкіна